# 通議
『通議』（つうぎ）は、頼山陽による漢文体の日本の政論書である。全3巻。
頼山陽が得意とする史論の体裁を採りながら、彼の政治・法律思想の根幹にある「勢」とこれに付随する「権」と「機」について説きつつ現状の政治の得失について説き、更に今後の日本のあるべき姿について政治・経済・軍事の各面から論じた。
山陽が提示した「勢」の概念には、次の三つの要素がある。 一  絶対的な力  「勢」なるものは、しだいに移りかわり、しだいに成熟する。人間の力では、 どうにもならな い。人間は「勢」に逆らうことはでき ない。二  可変的な力   そのまさに移りかわろうとして、まだかわらないうちは、これを制禦できるものは人間である。「勢」なるものも、人間に頼って成熟 する。三  発展的な力  「勢」なるものは、それが行きつくところまで行って、極限に達するときには、必ず次の政治形体が 生まれる。
1806年（文化3年）に『新策』（全6巻）を執筆したが、後にこれの補訂・再構成を行い、1830年（天保元年）に27篇からなる『通議』とした。後に1篇（「論内廷」）を追加した。刊行は山陽没後に出された『拙修斎叢書』の一部として1839年（天保10年）以前に刊行されたと言われている。